# 牙齒矯正器
牙齒矯正器（dental braces）又稱齒列矯正器或俗稱的牙套（braces）、牙箍，是齒列矯正所使用的一種裝置，用來矯正牙齒至適當的咬合位置。矯正器通常被用來改善咬合不良，包括戽斗、龅牙、前後牙錯咬、開咬、牙齒不整齊或其他各式各樣的齒列方面的缺陷等等，其目的是美容或是結構上的調整。矯正器通常會配合其他齒列矯正的裝置，可能用來拉開上顎或下顎，製造牙齒間的空間；或是改變齒顎的弧形，也因牽涉到改變臉型，故視為整形的一種。大部分的齒列矯正患者是兒童或是青少年，不過近年有愈來愈多成人尋求齒列矯正治療的趨勢。

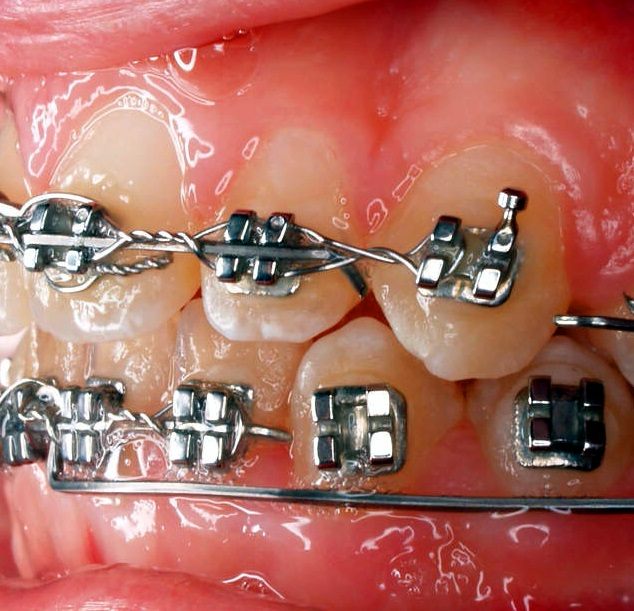
牙齒矯正器

## 歷史
18世紀中葉，一位法國醫生皮埃尔·福沙尔（Pierre Fauchard，被譽為「現代牙醫學之父」）在法國大革命之前的一段期間，親身見證並治療幾宗在當時的巴黎市民中頗為常見的牙齒畸型案例。歷史學家相信，有兩人都可被稱作「齒列矯正學之父」。第一個人是 Norman W. Kingsley，他除了是一位牙醫師之外，同時也是作家、藝術家、雕刻家，他在1880年時發表他的著作「論口腔畸型」（Treatise on Oral Deformities），Kingsley的著作對牙醫學有相當深遠的影響。另一位值得享有這項美譽的牙醫師是 J. N. Farrar，他寫了兩冊名為「論牙齒不整與其修正」（A treatise on the Irregularities of the teeth and their corrections）的著作。Farrar 精於設計矯正器，他也是第一位建議用每隔一段時間施以輕微的力量來移動牙齒的人。

## 原理
藉由牙弓線施加外力將牙齒推、拉向特定方向，並將壓力加諸牙周韌帶，牙周供血的改變所引發的生物性反應，透過一側的骨頭因造骨細胞產生，另一側的骨頭則被噬骨細胞再吸收，即可造成骨頭的重塑。
骨頭吸收的模式大致有兩種。直接吸收，是從齒槽骨的內部細胞開始；非直接吸收（或稱逆吸收），從其鄰近的骨髓開始產生噬骨細胞，牙周韌帶因為一段期間的壓力而壞死之際，非直接吸收就會發生。如此一來，骨質吸收即會大於被創造出來的骨質。而骨頭的被吸收只發生在對牙周韌帶施加壓力的狀況。另一種有關牙齒移動的重要現象就是骨頭的沈澱，骨頭沈澱現象發生在轉向的牙周韌帶，骨頭若不產生沈澱，牙齒會鬆動，牙齒移動的方向會出現牙縫。
牙齒通常在矯正期間會以每個月1公釐的速度移動，但個案差異極大，齒列矯正師可以隨著這個速度修改，這也說明了齒列矯正改變的幅度可大可小。

## 治療之後
一旦矯正器的治療完成後，患者會被要求配戴維持器，矯正師會基於患者的需要推薦不同的維持器。如果患者不按照矯正師的建議戴維持器的話，牙齒可能會移回原來的位置（稱做「復位」或「復發」）。
赫氏上顎弓齒列固定器（Hawley Appliance）是用環繞在牙齒周圍的金屬線製成，並且被以符合上顎形狀做成的壓克力板圍住。Essix 式的維持器與 Invisalign trays 很相似，它是一種以牙齒形狀做成的透明塑膠盤，並藉由吸力固定。bonded 維持器則會以金屬線永久地黏在靠舌側的牙齒，通常只用在下排牙齒。
假如患者的牙齒還不適合戴維持器，矯正師可能會決定用「pre-finisher」，這種橡膠裝置外觀很像運動用的口腔護套，它可以修整牙縫，改善上、下顎間的小空間及其他可能惡化的小問題，而這些小細節都是矯正器無法矯正。
pre-finisher 是藉由顎部對該裝置施以巨大的壓力來對牙齒鑄模。患者在指定的時間內戴 pre-finisher，並自口部對其施力，每次10至15秒。其目的是增加「exercise time」，這些時間被用在對該裝置施力。與維持器一樣，pre-finisher 也不會永遠戴在口中，同樣可以取下或戴上。

## 併發症和風險
齒列矯正是門極為專業的牙科醫學，從一開始的診斷及治療中所牽涉到的生物力學，控制及治療後的維持、照顧等，都需要在專業的矯正專門醫師的督導下進行，否則可能會產生以下的併發症及風險：
1. 由於施力不當而產生的牙根尖吸收。
2. 由於咬合不正而造成顳顎關節問題。
3. 由於清潔不當而造成牙周疾病、蛀牙。
4. 由於治療後的維持不當而造成牙齒的再復位（relapse）、咬合損傷（occlusal trauma）而必須再作第二次的矯正治療。

矯正是藉由外力推動牙齒，進而影響骨頭，加上配戴矯正器，若清潔不當，容易引起牙齦炎，在發炎和外力的作用下，很容易產生軟骨鈣質沈積病的風險。

## 時間及費用
矯正治療的時間一般約需一年到二年左右，也可能超過二年，這牽涉到每個人的骨骼特性及牙齒的移動速度以及配合治療程度，個別的差異極大。現在由於矯正的材料日新月異及對於牙齒移動的相關研究相繼被提出，矯正治療的時間有漸漸縮短的趨勢。費用會因為不同國家的國民所得、所使用的矯正材料、矯正醫師本身的訓練背景而有很大的差異，範圍從美金一千元至一萬元都有可能。

## 矯正器的樣式
1. 不鏽鋼合金矯正器：由不鏽鋼合金製成，最為堅固與耐壓，外觀較明顯。
2. 自鎖式矯正器（Self-Ligate bracket）：新一代的矯正器，強調可以降低矯正線與矯正器之間的摩擦力，進而降低矯正過程中的酸痛感，並且可以加快牙齒的移動速度。
3. 透明陶瓷矯正器：由強化陶瓷製成，透明所以外觀較不明顯，但耐壓強度弱，會限制施力的強度而使治療時間延長約半年左右。
4. 舌側隱藏式矯正器：有別於一般的矯正器黏在牙齒的外側，此類矯正器強調的是將矯正器黏在牙齒的內側，如此可以達到一般人對於美觀的需求。但是由於在牙齒內側的操作不易，非受過特別訓練的矯正醫師難以操作。
5. 數位式透明矯正器：針對成年人美觀上的需求而發展出來的矯正器，其材質為生醫高分子材料，藉由電腦運算模擬，將牙齒導引到目標位置。例如：巧醫隱形矯正與 SOV 數位隱形矯正等台灣的品牌。
6. 全數位電腦設計矯正器導引放置法（Digital Indirect Bonding）：與透明矯正牙套合併療程，預防隱形矯正失敗率較高之問題，先利用數位設計在電腦上規劃自鎖式矯正器位置, 精準放置矯正器，達到牙齒平整化後，再利用隱形矯正牙套做最後較簡易的關閉空間矯正。如 美國 SureSmile 可做到矯正器導板間接黏接矯正器，或台灣巧醫數位矯正系統可合併療程。
7. 隱形牙箍矯正器：客製化個別訂製。在療程開始前，會先拍攝口腔內牙齒以及展示面部的相片、拍攝X光片和利用口腔掃瞄器（iTero）將整副牙齒掃瞄並轉換成數碼化的牙齒模型。之後，立體牙模會經由電腦軟件呈現，並由牙醫作分析和計劃適合的療程，最後電腦會根據療程要求生產客製化的隱形牙箍。[1]

## 大眾文化
很多兒童及青少年，包括沒有嚴重的咬合問題的人，牙齒矯正器只是他們成長中的一部分。而為了矯正牙齒而戴矯正器的成人的數目在逐漸增加。
知名人士在成年時戴矯正器常會成為被注目的對象，像是 湯姆·克魯斯、關·史蒂芬妮、Lil Bow Wow、Ashley Judd、Lee Ann Womack、Terrell Davis、Lisa Scott-Lee、Lila McCann、 Linda Gray、Cher、Nancy Kissinger（前美國國務卿 亨利·季辛吉 之妻）、Brett Favre、Randy Moss、Marquis Daniels、Josh Howard、Kelly Clarkson、Alyssa Milano、斯维特拉娜·库兹涅佐娃、Dir en grey的Kyo、克里斯蒂亚诺·罗纳尔多、科羅拉多大學美式足球隊總教練 Dan Hawkins、寶拉·瓊斯 等人。